# كارل لوي
كارل لوي (بالإنجليزية: Karl Lowe)‏ هو لاعب اتحاد الرغبي نيوزيلندي، ولد في 17 سبتمبر 1984 في هاستينجس في نيوزيلندا.